# Succiso (Ramiseto)
Succiso (S'cìs nel dialetto locale) è una frazione sparsa del comune italiano di Ventasso, nella provincia di Reggio Emilia, in Emilia-Romagna.

## Geografia fisica
Succiso sorge nella vallata del torrente Liocca, affluente di destra dell'Enza, nell'alto Appennino reggiano. La frazione, sovrastata dall'imponente Alpe di Succiso, è composta dalle località di Succiso Inferiore (La Torre), Succiso di Mezzo, Succiso Superiore e Succiso Nuovo (Varvilla). Succiso è situato a 21 km a sud-ovest di Ramiseto.

## Storia
Già citata in un rogito del 1347 come Sucixio, era situata all'interno della Valle dei Cavalieri e sottoposta alla giurisdizione di Vairo.
Succiso, insieme a tutte frazioni parmensi situate sulla sponda destra dell'Enza, venne ceduta al ducato di Modena e Reggio con il trattato di Firenze.
Il 25 ottobre 1944, nel corso di un rastrellamento nazista, vennero fucilati tre partigiani ed un civile.
Nel 1955 il territorio venne colpito da una frana che costrinse gli abitanti ad abbandonare le proprie case e ad andare a vivere in alloggi di fortuna. Questo fatto, unita al richiamo esercitato dalle città industriali della pianura Padana e dal porto di Genova, spinse gran parte della popolazione a lasciare il paese, ormai in rovina, tra gli anni 50 e gli anni 60. Nel 1970 venne ultimato l'insediamento di Succiso Nuovo, costruito in canoni moderni e destinato a quanti avevano perso la casa.

## Monumenti e luoghi d'interesse
- Rovine della chiesa dell'Assunzione di Maria Vergine